# Sternwarte und Planetarium Reutlingen

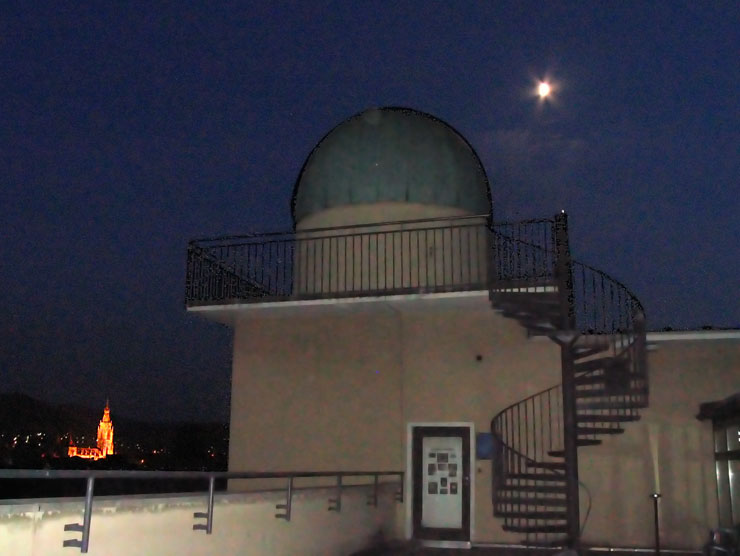
Sternwarte und Planetarium Reutlingen

Die Sternwarte Reutlingen ist eine Volkssternwarte mit angeschlossenem Planetarium in der württembergischen Stadt Reutlingen. Organisatorisch ist die Sternwarte an den 1918 gegründeten Verein für Volksbildung e. V. angegliedert. Ende 2012 waren 15 ehrenamtliche Mitarbeiter auf der Sternwarte tätig. Es werden regelmäßig öffentliche Führungen und auch Gruppenführungen angeboten. Die Sternwarte befindet sich auf dem Gebäude der Ferdinand-von-Steinbeis-Schule, der Gewerblichen Berufsschule 1.

## Geschichte
Die Sternwarte Reutlingen wurde 1956 gegründet. Das im Jahre 1960 montierte feste Teleskop in der Kuppel ist bis heute im Einsatz ist. Das zur Sternwarte gehörige Planetarium wurde im Jahre 1966 installiert. Im Jahre 1986 wurde ein neuer Planetariumsprojektor installiert und ist bis heute im Einsatz. Über die Jahre sind weitere mobile Teleskope auf der Sternwarte hinzugekommen, zu denen ein Schmidt-Cassegrain-Teleskop mit 30 cm Spiegeldurchmesser zählt.
Nach einem umfangreichen Umbau im Jahr 2010 entstand neben dem Planetarium ein Vortragssaal und darüber eine 5,3-Meter-Kuppel mit einem 50-cm-Spiegelteleskop. Um die Kuppel können mobile Teleskope auf drei Steinplattformen aufgestellt werden.
Seit Gründung der Sternwarte kommen durchschnittlich Besucher im vierstelligen Bereich pro Jahr auf die Sternwarte.

## Planetarium

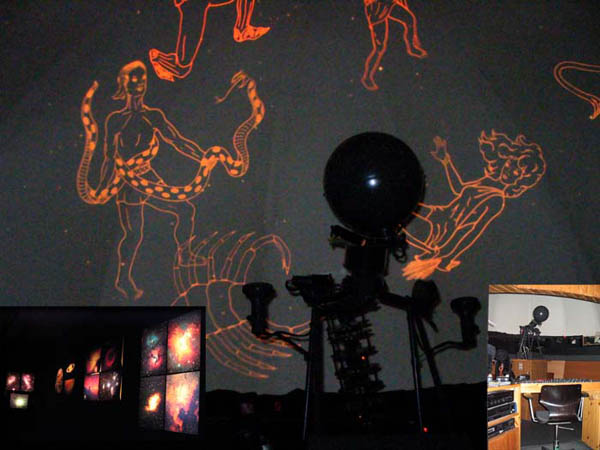
Planetarium der Sternwarte Reutlingen

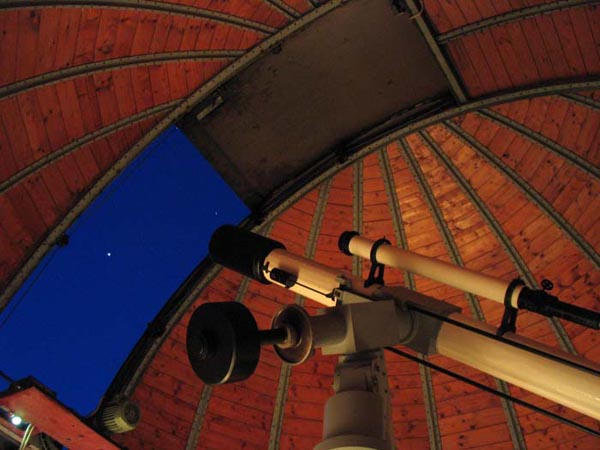
Teleskop der Sternwarte Reutlingen

Das Planetarium der Sternwarte Reutlingen hat eine Kuppel mit einem Durchmesser von 4,20 Metern und bietet Platz für bis zu 25 Gäste. Im Jahre 1987 wurde der Planetariumsprojektor vom Typ Goto E-5 eingebaut. Im September 2024 wurde auf digitale Projektionstechnik umgestellt.

## Teleskope

### 20-Zoll-Astrograf
Der 20-Zoll-Dall-Kirkham-Astrograf ist stationär in der 5,3 m großen Hauptkuppel installiert. Das Teleskop ist auf einer deutschen GoTo-Montierung montiert und hat folgende Daten:
- Objektiv-Durchmesser 508 mm
- Brennweite 3454 mm
- Öffnungsverhältnis 1:6,8

### 6-Zoll-Refraktor zum Astrografen
Dieses Leitfernrohr ist parallel zum 20-Zoll-Astrografen in der Hauptkuppel installiert und hat folgende Daten:
- Triplet ED mit 140 mm Objektiv-Durchmesser
- Brennweite 980 mm
- Öffnungsverhältnis 1:7

### 6-Zoll-Refraktor
Dieses Fernrohr ist fest auf einer massiven parallaktischen Montierung in der Sternwartenkuppel installiert und hat folgende Daten:
- Zweilinser mit 150 mm Objektiv-Durchmesser
- Brennweite 2250 mm
- Öffnungsverhältnis 1:15

### 12-Zoll-Schmidt-Cassegrain-Teleskop
Das 12-Zoll-Schmidt-Cassegrain-Teleskop ist im mobilen Einsatz und wird zu Führungen auf der Terrasse der Sternwarte aufgebaut. Das Teleskop ist auf einer Gabelmontierung mit Dreibeinstativ montiert und hat folgende Daten:
- Objektiv-Durchmesser 314 mm
- Brennweite 3000 mm
- Öffnungsverhältnis 1:10

### 8-Zoll-Newton-Teleskop
Das 8-Zoll-Newton-Teleskop (Spiegelteleskop) ist ebenfalls im mobilen Einsatz und wird bei Bedarf auf der Sternwarten-Terrasse aufgebaut. Der Newton ist auf einer parallaktischen Montierung installiert und hat folgende Daten:
- Objektivdurchmesser 200 mm
- Brennweite 800 mm
- Öffnungsverhältnis 1:4

### 4-Zoll-Fernrohr
Der 4-Zoll-Fernrohr ist auch im mobilen Einsatz und ist auf einer parallaktischen Montierung installiert. Hier seine Daten:
- Objektiv-Durchmesser 102 mm
- Brennweite 1000 mm
- Öffnungsverhältnis 1:10

## Simulationsmodelle
Zur plastischen Veranschaulichung von Planetenbahnen, Mondphasen und Finsternissen (Mond und Sonne) verfügt die Sternwarte über mehrere Simulationsmodelle.